# Elise Schilling
Elise Schilling (* 30. August 1832 in Erkelenz; † 3. April 1907 ebenda) war eine deutsche Schriftstellerin, die auch unter dem Pseudonym Ernst Lingen publizierte.

## Leben
Ihr Vater war Lehrer an der höheren Bürgerschule in Erkelenz. Im Alter von zehn Jahren starb der Vater, der sich um ihre Ausbildung gekümmert hatte. Elise Schilling half seitdem im Haushalt und bei der Versorgung ihrer sechs jüngeren Geschwister. Im Alter von 30 Jahren schrieb sie ihre erste Erzählung, und als diese gedruckt wurde, und als eine weitere Erzählung einen Preis erhielt, machte sie die Schriftstellerei zu ihrem Hauptberuf und schrieb Romane, Novellen und Erzählungen. Sie blieb unverheiratet und lebte bis zum Alter von 74 Jahren weiterhin in Erkelenz.

## Werke
- Ehre Vater und Mutter, auf dass es dir wohl gehe! Blau und weiss. Erzählungen. Manz, Regensburg 1877.
- Führe uns nicht in Versuchung; Im Dom zu Köln; Ein Bild aus alter Zeit; Trau – schau – wem? Erzählungen. Bachem, Köln 1877. (Digitalisat)
- Ein Strauss von Immortellen; Alje; Vor nah' 200 Jahren. Erzählungen. Manz, Regensburg 1877.
- An der friesischen Küste. Bachem, Köln 1883.
- Roswitha; Der letzte der Paläologen. Novellen. Schöningh, Paderborn 1886.
- Vor Pavia. Historische Novelle. Bachem, Köln 1888.
- Ein verborgenes Leben. Novelle. Bachem, Köln 1888.
- Auf hoher See. Erzählung. Schöningh Paderborn 1889.
- Demetrius Augustin Gallizin. Foesser, Frankfurt a. M. 1894. (Digitalisat)
- Aus Dorf und Stadt. Novelle. Wehberg, Osnabrück 1895.
- Vergieb und vergiss. Preisgekrönte Novelle. 5. Aufl. Bachem,  Köln 1896.
- Zweimal vermählt. (Ein Wort aus Kindesmund.) Roman. 3. Aufl. Bachem, Köln 1896.
- In den Ardennen und andere Novellen. Alphonsus-Buchhandlung, Münster 1901.
- Die alte Kommode. Volksschriften-Verlag, München 1906.
- Gott schickt noch immer Engel! Erzählung. Volksschriften-Verlag, München 1907.